# Calulu
Calulu is een gerecht uit de Afrikaanse keuken, meer specifiek uit Angola en Sao Tomé en Principe, waar het ook het nationale gerecht is. Het woord 'calulu' zou komen van 'kulúlu' uit het Kongo.
Het is een stoofpot die gemaakt wordt met vis of vlees (meestal kip), palmolie en diverse groenten waaronder tomaat, knoflook, okra, zoete aardappel, spinazie of courgette. De ingrediënten worden samen in een grote pot gekookt. Varianten bestaan waarin gedroogd vlees of garnalen gebruikt worden. In Sao Tomé is het een traditioneel gerecht dat gegeten wordt met de familie. Ook wordt het op huwelijken en begrafenissen gegeten en soms op religieuze feestdagen uitgedeeld door kerken. Alle stukken vlees van kip, varken en rund worden in de calulu gebruikt, ook koppen en poten.
In Brazilië wordt een soortgelijke stoofpot met okra, garnalen, noten en palmolie caruru genoemd.